# Honky tonk man (Jack Jersey)
Honky tonk man is een muziekalbum van Jack Jersey & The Jordanaires uit 1975. Het album werd in Nashville opgenomen door de Amerikaanse producer Frank Jones.
Dit album was bestemd voor de Amerikaanse markt. Voor de Europese markt was het album I wonder bestemd. Het Amerikaanse album kent een andere volgorde. Ook staan er twee nummers minder op: I wonder – de titelsong en single van Jack Jersey in Europa – en Stay 'till tomorrow.

## Nummers
| Nr. | naam                      | schrijver                                      | duur |
| --- | ------------------------- | ---------------------------------------------- | ---- |
| A1  | Honky tonk man            | Howard Hausey, Johnny Horton en Tillman Franks | 2:40 |
| A2  | In the still of the night | Jack de Nijs en H. Haast                       | 2:30 |
| A3  | Mary Lee                  | Jack de Nijs en Jacques Verburgt               | 2:38 |
| A4  | I'll miss you             | Jack de Nijs en H. Vermout                     | 3:35 |
| A5  | One day at a time         | Kris Kristofferson en Marijohn Wilkin          | 3:51 |
| B1  | Rub-it in                 | Layng Martine jr.                              | 2:10 |
| B2  | 'Till the end of time     | Jack de Nijs en Jacques Verburgt               | 2:54 |
| B3  | I'll hold your hand       | Jack de Nijs en H. Vermout                     | 3:28 |
| B4  | Baby can't you feel it    | Jimmie Peters                                  | 3:21 |
| B5  | Pappa was a poor man      | Jack de Nijs en H. Haast                       | 2:38 |